# عائلة جونز
عائلة جونز (بالإنجليزية: The Joneses)‏ هو فيلم كوميدي تم إنتاجه في الولايات المتحدة سنة 2009.

## بطولة
- دیمي مور
- ديفيد دشوفني
- آمبر هيرد
- غاري كول

## القصة
تنتقل عائلة تبدو مثالية إلى أحد الأحياء الثرية، ولكنهم في الواقع مجموعة من المسوقين المتخفين يسعون إلى دفع الجيران لشراء مجموعة من المنتجات باعتبارها السبب في سعادتهم، وتتعقد الأمور بعد ذلك حتى يصبح الفارق بين التمثيل والواقع غير واضرح.

## الميزانية والإيرادات
حقق أرباحا تقدر بـ 7,022,728 دولار.

## روابط خارجية
- عائلة جونز على موقع IMDb (الإنجليزية)
- عائلة جونز على موقع ميتاكريتيك (الإنجليزية)
- عائلة جونز على موقع روتن توميتوز (الإنجليزية)
- عائلة جونز على موقع نتفليكس (الإنجليزية)
- عائلة جونز على موقع قاعدة بيانات الأفلام العربية
- عائلة جونز على موقع ألو سيني (الفرنسية)
- عائلة جونز على موقع أول موفي (الإنجليزية)
- عائلة جونز على موقع بوكس أوفيس موجو (الإنجليزية)
- عائلة جونز على موقع فيلمافينيتي (الإسبانية)
- عائلة جونز على موقع قاعدة بيانات الأفلام السويدية (السويدية)